# The Convent (Band)
The Convent ist eine deutsch-niederländische Post-Punk-/New-Wave-Band mit gelegentlichen Anklängen aus dem Psychedelic Rock, aber auch aus Rockmusik und Popmusik allgemein.

## Geschichte

### Frühe Jahre
Carlo van Putten hatte lange Zeit seinen Lebensschwerpunkt in Norddeutschland, weshalb die Band 1985 in Zeven gegründet wurde, da auch alle anderen Mitglieder aus dieser Region stammten.
Die Band veröffentlichte 1987 und 1989 zwei Singles; die Zweite wurde von der Band zunächst selber vermarktet und so entstand Red Sunshine Records (später Red Sun Records) mit Postfach in Zeven; ab 1988 in Hambergen da van Putten nach Vollersode gezogen war. Die Erste wurde mit der Originalbesetzung eingespielt, ab der zweiten Single war dann Nils Cordes am Schlagzeug.
Die Formation begann sich immer weiter zu verändern und machte van Putten zum einzig verbliebenen Gründungsmitglied. Die nächste offensichtliche Veränderung begann mit dem Einstieg von Jojo Brandt 1991, welcher eigentlich als Keyboardersatz für Florian Bratman in die Band gekommen war. Da die Band plante sich musikalisch an den The Chameleons zu orientieren, übernahm er stattdessen die Gitarre. Frank Belau wurde dadurch eher zum Rhythmus-Gitarristen der Band, obwohl es diese strikte Aufteilung – wie beim englischen Vorbild – eigentlich nicht gab. Auf der EP von 1995 (Mocha for the Lions) war Belau dann nicht mehr dabei. Jojo Brandt war davor (1988–1991) in dem Electro-Wave-Projekt Liquid Dreams zusammen mit André Grafert und Pino Redemund aktiv gewesen und kannte van Putten schon seit 1981 privat aus Zeven; insbesondere hatte sein Vater 1984 van Putten als Sänger für die Progressive Rockband Blackout angeheuert.
Einige ehemalige Bandmitglieder setzten ihre Musik-Karrieren später woanders fort: Bassist Benjamin Schadow wurde 2003 Gründungsmitglied bei Bernd Begemann & Die Befreiung und spielte u. a. bei Rhonda; Keyboarder Florian Bratmann war von 1996 bis 2002 bei Wolf Maahn auch als Gitarrist tätig und tritt seit 2010 unter dem Pseudonym Erik Fryman auf. Er hat (wie Martin Bosker und Stefan Bornhorst) am Projekt White Rose Transmission mitgearbeitet.

### Mark Burgess, The Chameleons und die Alben
Mark Burgess (The Chameleons) ist bis heute ein enger Freund, großer Befürworter und Unterstützer der Band. Er hat Teile des ersten Albums von 1993 (Counting the Stars) und das komplette zweite Album von 1994 (Tales from the Frozen Forest) produziert. Das funktionierte auch in die andere Richtung, denn Ralf Kirschbaum, neben Jojo Brandt und Burgess immer mindestens an den Produktionen der Band beteiligt, hatte 1994 für Mark Burgess & The Sons of God deren Album Spring Blooms Tra-la produziert.
Am dritten Album von 1996 (Crashes Cars & Loveletters) war der gebürtige Korse Yves Altana beteiligt, der später Schlagzeuger bei Mark Burgess & The Sons of God und ChameleonsVox wurde.
Auf dem Live-Album von 1998 (For a Fistful of Deutschmark (Colection of Live Recordings 1992–1997)) befindet sich eine Cover-Version (Less Than Human) von The Chameleons. The Convent trat in dieser Zeit ohne eigenständigen Keyboarder auf, da Bratmann 1991 die Band verlassen hatte und Bornhorst erst 1999 eintrat. Aus diesem Grund taucht in der Widmung des Live-Albums von 1998 auch kein Keyboarder auf. Jojo Brandt konnte bei den Live-Auftritten nur gelegentlich die Gitarre zur Seite legen; bei den entsprechenden Studioaufnahmen des Zeitraums spielte er das Instrument ein.
Beim vierten Album von 2001 (Red Light Melancholy) produzierte Mark Burges das letzte Stück (My Honest Life for Lies), dessen Text er zusammen mit van Putten geschrieben hatte. Das inzwischen veränderte Line-Up der Band zeigte sich auch auf dem Album: „Schoko“ Dubielowski besetzte das Schlagzeug, Stefan Bornhorst das Keyboard und Benjamin Schadow den Bass.
Im Zusammenhang mit der eigenen Tour 2002 war die Band auch Supporter der Chameleons auf deren Tour; der letzte Auftritt fand im Oktober 2002 in Bochum statt. Auf dem eigenen Album von 2002 (About Kings and Queens and Stolen Bicycles) tauchen dann auch Carsten Lienke (Bombay Club, Die Tulpen, Cayne) am Bass und Rod K am Schlagzeug auf, die 2001 der Band beigetreten waren.

### Projekte
2002 wurde zur Zäsur für die Band, die sich nicht auflöste, aber nach der Tour anderen Projekten nachging:
Carlo van Putten zog in die Niederlande und war im gleichen Jahr auch Mitbegründer der Dead Guitars, die im Juni 2007 ihr Debütalbum veröffentlichten und im Frühjahr 2008 The Mission auf ihrer Europatournee als Support begleitete. 2003 war er an dem Album Ice Cream Phoenix der The Electric Family von Tom „The Perc“ Redecker beteiligt. Hier traf er auch wieder auf Ex-Mitglied Ben Schadow, Rolf Kirschbaum und weitere namhafte deutsche Musiker.
Jojo Brandt (als „Herr Brandt“), damalige Ehefrau „Sonne“ und Stefan Bornhorst (als „Kpt Korg“) engagierten sich ab 2003 unter dem Bandnamen Sonnenbrandt, veröffentlichten 2008 ihr Debütalbum Gestern und wurden Teil der Die Funkhausgruppe. Brandt wirkte auch etwa 2014/15 bei der Shoegazing-Band Seasurfer mit und Stefan Bornhorst veröffentlichte als „The Silicon Scientist“ einige Soloalben.
Schlagzeuger Roland „Rod K“ Kaufmann spielte bei Blitzmaschine, Adrian Thomas Band, für Rollo333 (alias Rolf Peters), sowie Boerney & die Tri Tops. Er und Bassist Carsten Lienke (als „Cee Link“ bzw. „Basstard“) waren zusammen bei den kurzlebigen The Upsurders und den The Pyronix; Carsten Lienke spielte (auch Schlagzeug) bei Connery und E-Gitarre in der Band Alaska.
Nach der längerer Pause ab 2002 hatte sich die Band 2009 – davon je ein Konzerte in Hamburg und Italien ohne Keyboarder – wieder zusammengefunden. Regelmäßigere Auftritte begannen mit dem 30-jährigen Bandjubiläum 2016. Die Band spielt weiterhin auf einschlägigen Festivals und Events der Wave und Indie-Szene. Im Jahr 2020 und 2021 geplante Auftritte – u. a. auf der Stubnitz – wurden auf Grund der COVID-19-Pandemie abgesagt.

### Adrian Borland – In2TheSound
1988 im Anschluss an seine Zeit mit The Sound startete Adrian Borland eine Solokarriere. 1994 plante The Convent das Stück Winning zu covern und fragte bei Borland an, woraus eine tiefe Verbindung entstand: Borland wurde quasi zum „Special Guest“ der Band und sang den Song gleich selber, auch im Zusammenspiel mit Carlo van Putten. Borland ist auch der Sänger von Winning auf dem Live-Album von 1998, For a Fistful of Deutschmark (Colection of Live Recordings 1992–1997).
Ab 1995 war Borland an der Entstehung der ersten beiden Alben des gemeinsamen Projekts White Rose Transmission mit Carlo van Putten beteiligt. Die zweite Platte 700 Miles of Desert von 1999 gilt damit auch als letztes fertiggestelltes Borland-Werk zu Lebzeiten. (Borlands letztes Album Harmony and Destruction wurde postum zu Ende produziert und 2002 veröffentlicht.)
Einer der letzten Live-Auftritte von Borland fand 1994 in Osterholz-Scharmbeck im Kulturzentrum Kleinbahnhof (KUZ) zusammen mit The Convent statt. Zu Ehren von Borland wurde am 28. April 2018 an dem Spielort von 1994 in einem benachbarten Kino (Oscar) die Dokumentation Walking in the Opposite Direction – Doku über The Sound & Adrian Borland als Deutschlandpremiere gezeigt; im Anschluss spielte der Original-Schlagzeuger von The Sound, Mike Dudley, mit den Musikern von The Convent zur Erinnerung wieder im KUZ.
Mike Dudley und The Convent treten auch weiter auf und werden als In2TheSound plakatiert; diesen Namen hat sich Carlo van Putten ausgedacht, um den Bezug zum Original The Sound herzustellen und keine Namensrechte zu verletzen. Sie traten unter diesem Namen insbesondere in Portugal (19. Januar 2019 Porto und 6. Juli 2019 Lissabon) und am 1. Dezember 2019 in den Niederlanden (Rotterdam) auf.

„Die Vergangenheit und ihre Tragödien sind immer bei uns; aber wir können die Essenz der Kreativität, die so viele großartige Songs hervorgebracht hat, retten und in die Zukunft tragen, um sie nicht nur für Fans, die noch zuhören, am Leben zu erhalten, sondern auch für diejenigen, die sie noch nicht entdeckt haben“

Carlo van Putten hat eine starke Beziehung zu Worpswede und ist auch schon ohne seine Bandmitglieder 2015 mit dem Projekt White Rose Transmission in der Kneipe der Musichall und 2019 in unmittelbarer Nähe (Worphausen Café Niels) aufgetreten.
Am 8. Februar 2020 spielte die In2TheSound-Formatiom in der Musichall Worpswede. Am Bass stand aushilfsweise Martijn Prins, Kameramann der Borland-Dokumentation. Beide Keyboarder Stefan Bornhorst und Michael von Hehl (Plexiphones) spielten an diesem Abend; allerdings verabschiedete sich Bornhorst mit seinem Gastauftritt nun offiziell aus dem Line-Up von In2TheSound.
Mit dieser am Keyboard veränderten Formation trat In2TheSound insbesondere am 13. August 2023 in Italien als Vorgruppe von The Sisters of Mercy auf dem Cinzella Festival in Grottaglie (Provinz Tarent) auf. Anfang Dezember 2024 gab Mike Dudley auf Facebook bekannt, aus gesundheitlichen Gründen nicht mehr am Schlagzeug sitzen zu können; womit das Projekt In2TheSound offiziell beendet wurde.

### Neue Veröffentlichungen
Am 18. November 2022 hatte gab die Band in einem Interview bekannt, neue Lieder veröffentlichen zu wollen. Dieser Ankündigung folgte im Frühjahr 2024 die Split-Single Memory Lane, erschienen bei Sireena Records, deren zweite A-Seite mit Dead Airman Shuffle von (Andreas) Buchwald (Remain in Silence) belegt wurde.

### Tourdaten (Auswahl)
- 18. November 2022: Hamburg, Hafenklang, Damage Gods Festival Nr.5 zusammen mit Psyche und No More. Vorab gab es ein Interview mit Carlo van Puten und Jojo Brandt.[1]
- 24. Juni 2022: Meschede, Live am See, zusammen mit Days of Sorrow, UV Pop und Nao Karatschi.
- 10. Juli 2021: Zeven (Live im Park); weitere Bands: The Palm Set, Flo Mega und Liedfett.
- 1. Dezember 2019: Rotterdam (Baroeg: WaveFest VI); Auftritt als In2TheSound; Keyboarder Stefan Bornhorst wurde wie in Portugal durch Michael von Hehl (Plexiphones) ersetzt; außerdem spielen The Wedding Present, SUIR, SONNDR und The Foreign Resort.
- 18. Mai 2019: Oberhausen Turbinenhalle, New Waves Day, in der In2TheSound-Formation; weiter Festivalbands waren And Also the Trees, Chameleons Vox, Gang of Four, Pink Turns Blue, The Arch, Then Comes Silence und Peter Hook and The Light.
- 27. Oktober 2018: Hamburg; New Dark Age im Hafenklang als In2TheSound neben Ash Code, Silent Em und Escape with Romeo, welche auf Abschiedstour waren.
- 30. Juni 2018: Meschede, Live am See, zusammen mit Tiktaalik und Shock Therapy; die Band spielt hier zusammen mit Mike Dudley, dem Original-Drummer von The Sound; auf dem Veranstaltungsplakat ist noch nicht der neue Name In2TheSound für diese Zusammenarbeit erwähnt.
- 25. März 2017: Essen, Zeche Carl: Melting Sounds Festival zusammen mit Cold Cave, The Foreign Resort, The Fair Sex, Whispers In the Shadow.
- 18. bis 21. Oktober 2016: The 30th anniversary Tour; anlässlich des Bandjubiläums wurde in Mönchengladbach (Messajero)[23], Bochum (Bahnhof Langendreer), Worpswede (Musichall)[24] und Hamburg (Hafenklang: Goldener Salon) gespielt. „Very Special Guest“ in Hamburg war Rational Youth aus Kanada.[25]

- 26. Juni 2010: Berlin Kulturfabrik Moabit Slaughterhouse; Auftritt ohne Keyboarder.
- 19. Dezember 2009: Rom[26]
- 28. März 2009: Bremen (Tower); The Convent und Dead Guitars treten nacheinander mit ihrem gemeinsamen Sänger auf. Im gleichen Jahr finden weitere Auftritte in Hamburg und Italien statt.
- 27. Oktober 2002: Bochum, Bahnhof Langendreer (Zwischenfall); als Support von The Chameleons; danach machte die Band Pause und die Mitglieder gingen anderen Projekten nach.
- 8. September 2002: Bremen, Tower; Das Line-Up der Band hat sich verändert: Carlo van Putten, Jojo Brandt, Stefan Bornhorst, Carsten Lienke und am Schlagzeug Roland Kaufmann; als Vorgruppe agiert die Gruppe Besser. (Angaben vom Tower selbst, Jörg „Schoko“ Dubielowski (später Yakooza) und Benjamin Schadow hätten hier noch gespielt, sind falsch; beide hatten 2001 ihren letzten Auftritt.)
- 12. Mai 2001: Worpswede, Music Hall: Record-Release-Party mit Escape with Romeo und Sixer.[27]
- 29. Oktober 2000: Krefeld, KuFa; zusammen mit Vaters Konten, Clan of Xymox, The Chameleons.[27]
- 27. Oktober 2000: Bochum, Zwischenfall; Support für The Chameleons.[27]
- 21. Oktober 2000: Bielefeld, Forum; zusammen mit Passion Play, Support für The Chameleons.[27]
- 20. Oktober 2000: Hengelo, Metropol; Support für The Chameleons.[27]
- 19. Oktober 2000: Amsterdam, Paradiso; Support für The Chameleons.[27]
- 6. April 2000: Hengelo.[27]
- 15. August 1998: Oppenheim, Burgruine Landskron: Line-Up: Carlo van Putten, Martin Bosker, Schocko Dublowski und Mark Burgess.[28]
- 8. August 1998: Osterholz-Scharmbeck, KUZ. Lineup: Borland, Bosker, Brandt, Cordes, van Putten[27][29]
- 6. August 1997: Hengelo.[27]
- 5. Juni 1997: Hengelo.[27]
- 14. Mai 1997: Bremen, Modernes; 10 Jahre The Convent mit Adrian Borland & the Stray Bulletts, Mark Burges & Yves Altana.[27]
- 26. April 1997: Twente, Universität Twente.[27]
- 8. November 1996: Enschede, Atak; zusammen mit Headcrash.[27]
- 10/1995: Support auf der Band-Tour im Oktober war Paul Roland: Jojo Brandt leistet Aushilfe und landet so auf dessen Live-Album von 1996.
- 28. Mai 1995: Rostock, Studentenkeller Rostock, Live Open Air: zusammen mit den Rainbirds.
- 17. November 1997: Enschede, Atak; zusammen mit Mike Burges and the Sons of God.[27]
- 9. Oktober 1994: Zeche Bochum; Adrian Borland – Dauer-„Special Guest“ dieser Tour – spielt One von U2.
- 19. Oktober 1993: Löhne; zusammen mit Mark Burgess and the Sons of God.[27]
- 1. Juni 1991: Ochtrup, Ochtruper Open Air, Happens Hof; Die Band gehört hier noch zu den kleinen Acts neben: Escape With Romeo, Love Like Blood, M. Walking on the Water, Mark Burgess and the Sons of God, Pink Turns Blue und Who by Fire.[30] Der erste offizielle Kontakt der Band zu Mark Burgess.
- 1985: Zeven, Alaska; erster Auftritt der Band.[1]

## Diskografie

### Alben
- 1993: Counting the Stars (Lune Records Beverstedt: LR9208-B). Das selbstfinanzierte Album erschien danach beim Independent-Label Strange Ways Records (Hamburg), da die Band dort unter Vertrag ging. Teile des Albums wurden von Mark Burgess (The Chameleons) produziert. Die Platte enthält auch drei Live-Tracks.
- 1994: Tales from the Frozen Forest (Strange Ways Records); Das Album wurde diesmal komplett von Mark Burgess betreut, das von Janis Steinmann gemastert wurde. Das Intro Prisoners of the Cold wird von Tim Nullmeyer (Oboe) und Florian Bratmann (Piano) bestritten. In zwei Stücken ist das Didgeridoo von Christian Ressel zu hören. Die Bandbesetzung für die Platte: van Putten, Brandt, Belau, Cordes. Die Band hatten zu diesem Zeitpunkt keinen eigenständigen Keyboarder und Brandt übernahm das Einspielen des Instruments wenn nötig. Auf der Platte befindet sich eine Coverversion von Winning (The Sound), hier wurde das Schlagzeug von Ralf Kirschbaum eingespielt, der diesmal bei der Produktion zusammen mit Jojo Brandt assistiert hatte und auch erneut die Percussion beisteuerte. Da die Band die Vermarktung wieder in die eigenen Hände nahm, erschien die Platte nun beim bandeigenen Label Red Sunshine Records (heute: Red Sun Records).
- 1996: Crashes Cars & Loveletters (Red Sunshine Records). Produziert wurde das Album von Jojo Brandt und Yves Altana (später Schlagzeuger bei Mark Burgess & The Sons of God, ChameleonsVox).
- 2001: Red Light Melancholy (Silverbird Music). Ab 1999 hatte die Band Material für das Album zu sammeln begonnen; Mark Burges produzierte das letzte Stück (My Honest Life for Lies), welches er zusammen mit van Putten geschrieben hatte. Das Album wurde eingespielt von: van Putten, Bornhorst, Brandt, Dubielowski und Schadow. Tom Morrow hat bei vier Stücken als Backgroundsänger mitgewirkt.
- 2002: About Kings and Queens and Stolen Bicycles (Silverbird Music). Das Album wurde von Brandt und Bornhorst aufgenommen und gemischt, Ralf Kirschbaum hat gemastert. Lienke spielt auf diesem Album auch einen Fretless Bass (d. h. ohne Bünde) und Bornhorst – neben seinem Keyboard-Einwürfen – die E-Bass-Version mit sechs Saiten. Auf diesem Album wird Tom Morrow als Background-Sänger eingesetzt.

### Singles und EPs
- 1987: The Endless Way; Die Single wurde bei White Noise Studios in Hamburg aufgenommen und bei der Schallplattenfabrik GmbH in Diepholz gepresst. Sie erschien 1987 bei RMZ Records (RMZ 310187) und 2004 bei Fuego in Bremen. Das Single-Cover wurde von Ute Brach gestaltet. A-Side: The Endless Way (6:27); B-Side: Thank You (3:26).
- 1989: Kicked Out of Time: Die Single hatte beim Erscheinen kein Label, wurde aber von der bandeigenen Red Sunshine Records („..our Friends in Holland“) mit Niederlassung und Postfach in Zeven veröffentlicht und erschien dann 2004 bei Fuego in Bremen. A-Side: Take It on a Chin (6:13); B-Side: Cold December (4:58).
- 1995: Mocha for the Lions; die EP wurde von Ralf Kirschbaum gemastert, der auch die Percussion beisteuert und mit Jojo Brandt die EP produziert hat. Das Album wurde mit der Besetzung van Putten, Brandt, Budde, Rimkus, Cordes eingespielt. Cover und Fotos wurden von Ulrike Rank gestaltet. Die EP erschien bei Strange Ways Records und 2004 bei Fuego in Bremen. Beim Stück Get In Get Out wird die Violine von Christian „Komo“ Komorowski gespielt (ab 1987 Mitglied der Love Sister Hope, von 1991 bis 1999 auch in Deine Lakaien aktiv und bei Das Holz). Beim Song Winterland ist neben Jojo Brandt als Background-Sänger Thommy Budde aktiv.

### Kompilationen
- 1998: For a Fistful of Deutschmark (Colection of Live Recordings 1992–1997) (Red Sunshine Records: RSR 010); Das Live-Album enthält Aufnahmen von Auftritten in der Zeche Bochum, Logo Hamburg, Feierwerk München und der Festhalle Zeven; vom letzteren Konzert stammt der Cover-Song Less than Human von The Chameleons, bei dem das Piano von Florian Bescht gespielt wird. Der Song Winning wird vom Originalsänger Adrian Borland gesungen. Das Album wurde im Tonstudio Alien Style (Rolf Kirschbaum) in Bremen gemastered und von Jojo Brandt produziert, der auch mit c&gs Joachim Schmidt-Nürnberg für das Cover verantwortlich war. Das Album wurde bei DOCdata Germany (Berlin) hergestellt.
 Neben diesem Livealbum wurden nun auch die drei ersten Studio-Alben beim bandeigenen Musiklabel Red Sunshine Records wiederveröffentlicht. Die Band war eine der ersten mit eigener Mailorder-Seite im Internet, einer Booking-Agentur und verwaltete sich selbst.

- 2016: The Convent 1986–2016 (Sireena Records); Doppelalbum

### Sonstiges
- 1994: Sampler: Total Fatal Vol. 5 (Sound Factory); als Convent; Track 5: Fish Nor Flesh.
- 1996: Paul Roland: Live 1995 (Gaslight Records: GASFAN-001); Die exklusiv für Fanclub-Mitglieder vertriebene Platte sowie ein als VHS-Kassette veröffentlichtes Video wurde während der 1995er Tour aufgenommen auf der Paul Roland Support für The Convent leistete: Bei Alice’s House und Gabrielle (aufgenommen im Logo Hamburg), sowie Gary Gilmore’s Eyes (Cover von The Adverts aufgenommen im Schlachthof Bremen) spielt Jojo Brandt die E-Gitarre.

“This album is affectionately dedicated to Jojo [Brandt].”

„Dieses Album ist herzlichst Jojo [Brandt] gewidmet.“

- 2001: Sampler: A Night Like … A Tribute To The Cure (Angelstar: SPV CD 085-81192); als Convent; Track 6: M. Unterschiedliche Künstler singen Cover-Versionen von The Cure.
- 2018: In2TheSound: Commotion and Style (Sireena Records); Die Live-Aufnahme aus dem KUZ in Osterholz-Scharmbeck wurde von Raymond Hassfeld – Tontechniker der Music Hall Worpswede – abgemischt, das Mastering von Stefan Bornhorst durchgeführt; CD-Release 23. August 2018 (SIR 2201) und als limitiertes Vinyl-Album (SIR 4061) am 26. Juli 2019 veröffentlicht; Line-Up: Carlo van Putten, Jojo Brandt, Stefan Bornhorst, Carsten Lienke, Mike Dudley an den Drums. Erster öffentlicher Auftritt dieser Formation. Als Zugabe wurde Heartland wiederholt, da noch keine weiteren Stücke erprobt waren.
- 2024 Split-Single: Sireena Records No.3011

1. Seite: The Convent: Memory Lane; das Lied von The Convent ist eine Neukomposition und wurde von van Putten geschrieben. Die Aufnahmen fanden in Hamburg (Bandt – Gitarre; Lienke – Bass, Kaufmann – Schlagzeug), Stemmen (Bonhorst – Keyboard) und Odijk (van Putten – Gesang) statt. Mastering und Abmischung wurde von Bonhorst im Studio-Ruhrstraße in Stemmen vorgenommen.
2. Seite: (Andreas) Buchwald (Remain in Silence): Dead Airman Shuffle; Lied von 2020

## Kritiken
„The Convent klingen allerdings nicht so fett, pompös und melodramatisch wie die Chameleons: Etwas entschlackter und entspannter entwickeln sie ihre Songs, teilweise geradezu folky. Melodien verstehen sich von selbst, und eine Geige, in diesem Genre eher Zeichen für Düsternis, sorgt für ungeahnte Leichtigkeit.“

„Fazit: Ob White Rose Transmission, die Dead Guitars, The Convent oder auch Born For Bliss; all diese Bands spielen eine Variante dunkler, verstörender und betörender Musik, die mit standardisiertem Gothic-Rock nichts am Hut hat.“

„Mit ,1986-2016‘ ist The Convent ein rundes, vielfältiges Album gelungen, das man sich auch als Rocker ins Regal stellen kann. Für Fans der Band ist das limitierte Vinyl sowieso ein Muss!“

„Am Ende bleibt nur ein klares Fazit über: Es ist wirklich eine wahre Fundgrube – dieses streng limitierte, handnummerierte ‚1986-2016‘-Vinyl-Doppelalbum von The Convent, für das die gorbatschowsche Weisheit gilt: ‚Wer zu spät kommt, den bestraft das Leben!‘ – oder wenigstens die Ohren.“